# Lutte contre les ravageurs

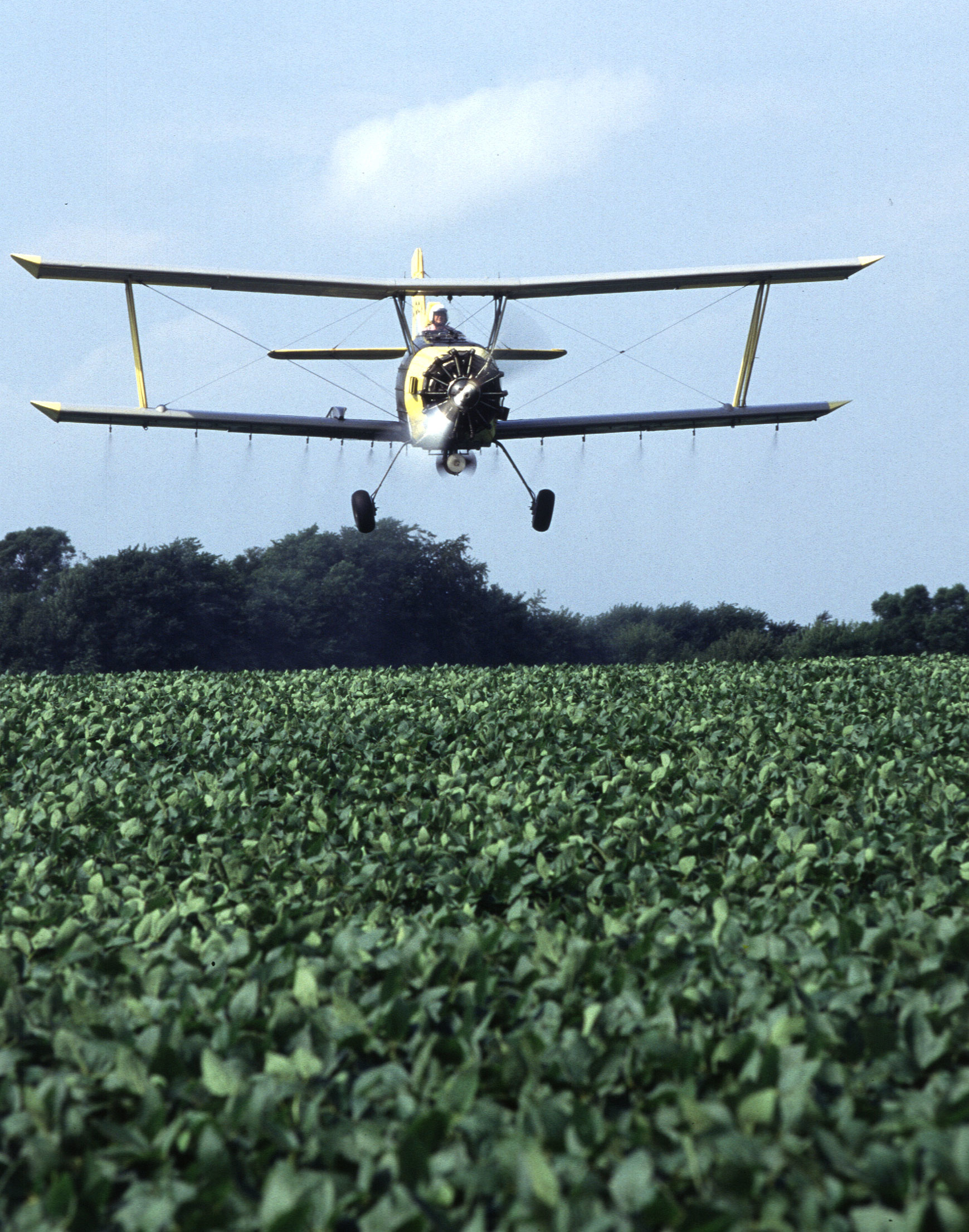
Épandage aérien d'insecticide contre la chrysomèle des racines du maïs.

La lutte contre les ravageurs comprend l'ensemble des moyens et méthodes employés pour lutter contre les organismes considérés comme nuisibles à l'économie, et plus particulièrement à la production agricole, à la santé des personnes et des animaux domestiques, ou à l'environnement.

## Histoire
La lutte contre les ravageurs, ou nuisibles, est au moins aussi ancienne que l'agriculture. En effet, il a toujours été nécessaire de maintenir les cultures exemptes de parasites. Pour maximiser la production alimentaire, il est avantageux de protéger les cultures contre les espèces concurrentes des plantes, et contre les herbivores et phytophages en concurrence avec les humains.
L'approche classique fut probablement la première employée, car il est, par exemple, relativement facile de détruire les mauvaises herbes en les brûlant ou en les enfouissant par le labour, et d'éliminer les plus gros herbivores concurrents, tels que corbeaux et d'autres oiseaux granivores.
Des techniques telles que la rotation des cultures, les cultures associées et la sélection de cultivars résistants aux ravageurs ont une longue histoire.
Au Royaume-Uni, les préoccupations suivantes relatives au bien-être des animaux, à la lutte contre les  humains des ravageurs et de dissuasion gagne du terrain grâce à l'utilisation de la psychologie animale plutôt que la destruction.
Par exemple, pour lutter contre le renard roux (Vulpes vulpes) en milieu urbain, on utilise contre l'animal son comportement territorial, le plus souvent en conjonction avec l'emploi de répulsifs chimiques non agressifs.
Dans les zones rurales de la Grande-Bretagne, l'utilisation d'armes à feu contre les animaux nuisibles antiparasitaire est assez courante. Les armes à air comprimé sont particulièrement populaires pour lutter contre de petits animaux tels que rats, lapins et écureuils gris. En raison de leur faible puissance, ces armes peuvent être utilisées dans des espaces restreints tels que les jardins, où l'utilisation d'armes à feu serait dangereuse.
L'emploi de produits chimiques remonte à environ 4500 ans, lorsque à l'époque des Sumériens, on employait des composés soufrés comme insecticides.
Le Rig Veda, texte antique indien dont la rédaction remonte à environ 4000 ans, mentionne également l'utilisation de plantes toxiques pour la lutte contre les ravageurs. C'est seulement avec l'industrialisation et la mécanisation de l'agriculture à partir des XVIIIe et XIXe siècles, et l'introduction des insecticides extraits du pyrèthre et du derris, que la lutte chimique s'est développée.
Au XXe siècle, la découverte de plusieurs insecticides, notamment le DDT, et herbicides de synthèse a stimulé cette évolution.
La lutte chimique est encore aujourd'hui le moyen principal de lutte contre les ravageurs, bien que ses effets à long terme ont conduit vers la fin du XXe siècle à un regain d'intérêt pour les méthodes traditionnelles et biologiques.

## Causes des nuisances

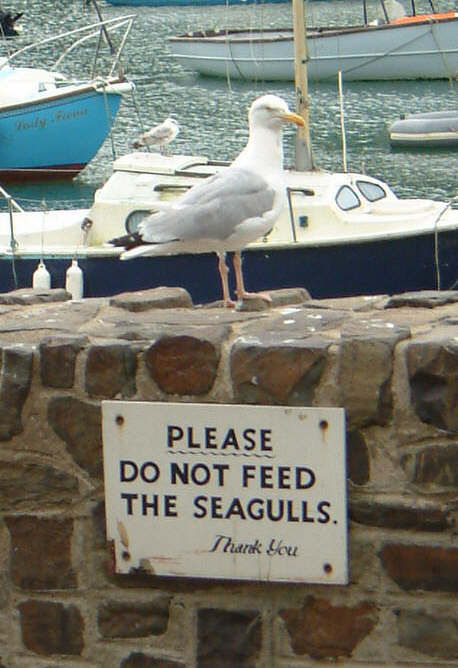
Panneau à Ilfracombe (Angleterre) pour dissuader le public de nourrir les mouettes.

Dans de nombreux cas, les ravageurs ne sont devenus un problème qu'en réponse à des comportements humains.
La modification de ces comportements peut souvent réduire considérablement le problème des ravageurs.
Aux États-Unis, le  raton laveur a provoqué des nuisances en déchirant des sacs poubelles. L'introduction de bacs à ordures avec un couvercle verrouillé a empêché les ratons laveurs d'ouvrir les poubelles.
Les mouches domestiques ont tendance à proliférer partout où s'exerce une activité humaine et c'est pratiquement un phénomène mondial, surtout lorsque de la nourriture ou des déchets alimentaires sont exposés. De même, les mouettes sont devenus une nuisance dans de nombreuses stations balnéaires. Les touristes seraient souvent enclins à nourrir les oiseaux avec des restes alimentaires, comme du fish and chips, et les oiseaux deviennent rapidement dépendants de cette source de nourriture, se comportant de manière agressive envers les humains.
Les organismes vivants évoluent et augmentent leur résistance aux agents biologiques, chimiques, physiques ou à tout autre moyen de lutte. Sauf dans l'hypothèse où la population cible serait complètement exterminée ou rendue incapable de reproduction, la population survivante acquiert  inévitablement une tolérance face à n'importe quelle pression exercée contre elle. Il en résulte une course évolutive entre espèces.

## Problèmes divers

### Australie
Nombreuses sont les difficultés rencontrées pour lutter contre les espèces nuisibles. À cet effet, le cas de la prolifération du lapin de garenne en Australie est exemplaire. Introduite dans ce pays au milieu du XIXe siècle, l'espèce comptait plusieurs centaines de millions d'individus un demi siècle plus tard bouleversant l'équilibre écologique du continent australien. Plusieurs mesures furent mises en œuvre pour stopper sa prolifération. Les autorités du pays décidèrent, entre autres, d'introduire l'un de ses prédateurs naturels, le renard : la conséquence en fut désastreuse, la population de petits marsupiaux chuta victimes de ce nouveau prédateur. Les chercheurs suggérèrent ensuite l'utilisation du virus de la myxomatose. Ce fut une autre erreur : son utilisation a conduit à une sélection artificielle des individus les plus résistants au virus. Comme le résume Jean-Louis Chapuis du Muséum national d'histoire naturelle : « En manipulant les espèces et la nature, il est très difficile de réparer ses erreurs sans en commettre de nouvelles. »
Ce cas n'est malheureusement pas unique en Australie. En 1935 fut introduit le crapaud buffle, originaire d'Amérique centrale pour lutter contre la prolifération de deux espèces d'insectes ravageurs : le Dermolepida albohirtum, un coléoptère, et le Lepidiota frenchi, un genre de hanneton. Cette fois encore, les conséquences se sont révélées désastreuses : dans son nouvel habitat, le crapaud buffle se nourrit d’autres proies, parmi lesquelles certaines espèces peu communes et protégées. Étant lui-même bien protégé des prédateurs grâce à une bufotoxine qu'il sécrète, l'espèce est vite devenue invasive. Des études génomiques et métatranscriptomiques détaillées chez cette espèce ont été entreprises afin de disposer d'armes virales plus efficaces.